# Skedevi distrikt
Skedevi distrikt är ett distrikt i Finspångs kommun och Östergötlands län. 
Distriktet ligger nordost om Finspång och är ungefär halvvägs mellan Finspång och Katrineholm över länsgränsen i Södermanland. 

## Tidigare administrativ tillhörighet
Distriktet inrättades 2016 och utgör socknen Skedevi i Finspångs kommun.
Området motsvarar den omfattning Skedevi församling hade vid årsskiftet 1999/2000.